# Gammaropsis atlantica
Gammaropsis atlantica är en kräftdjursart som beskrevs av Stebbing 1888. Gammaropsis atlantica ingår i släktet Gammaropsis och familjen Isaeidae. Inga underarter finns listade i Catalogue of Life.